# فرانك ريني
فرانك ريني (بالإنجليزية: Frank Rennie)‏ هو ضابط نيوزيلندي، ولد في 9 أغسطس 1918 في كرايستشرش في نيوزيلندا، وتوفي في 17 نوفمبر 1992 في Bay of Islands ‏ في نيوزيلندا.